# AbaQulusi (Zoulous)
Pour Abaqulusi municipalité, voir Abaqulusi (Municipalité).
Les abaQulusi ou Qulusi sont une tribu d'Afrique du Sud appartenant à la grande famille des Zoulous. Ils sont installés dans le district Abaqulusi qui porte leur nom. 

## Histoire
La tante du roi Chaka, Mkabayi kaJama, est à l'origine de la création de la tribu. Personnalité forte et sœur aînée de Senzangakhona, le père de Chaka, elle est une des rares à soutenir Nandi (mère de Chaka) et le futur roi durant son enfance. Pour la récompenser Chaka lui confie des responsabilités militaires près de l'actuel Ulundi. Mais avec le temps, elle devient dangereuse pour le roi, elle distille même le doute autour d'elle sur l'implication de Chaka dans la mort de sa mère Nandi. Pour s'en débarrasser, le roi envoie Mnkabayi à ebaQuluseni, près de l'actuel Vryheid et Hlobane, où elle fonde la puissante tribu des abaQulusi qui jouera bientôt un grand rôle dans les guerres à venir,.
Durant les batailles anglo-zouloues de 1879 l'impi abaQulusi était commandée par l'iNkosi Msebe kaMadaka. Durant les batailles de 1902 contre les Boers, l'iNkosi Sikhobobho était le chef.

## Batailles auxquelles prirent part les abaQulusi
- Bataille de Hlobane[5]
- Bataille de Kambula[7]
- Bataille d'Holkrans[6]

## Romans
- David Ebsworth, The Kraals of Ulundi, Silverwood Books, 2014
- Philippe Morvan, Les fils du ciel, Calmann-Lévy, 2021

## Articles annexes
- Guerre anglo-zouloue